# Pierre Gaultier de Varennes, sieur de La Vérendrye

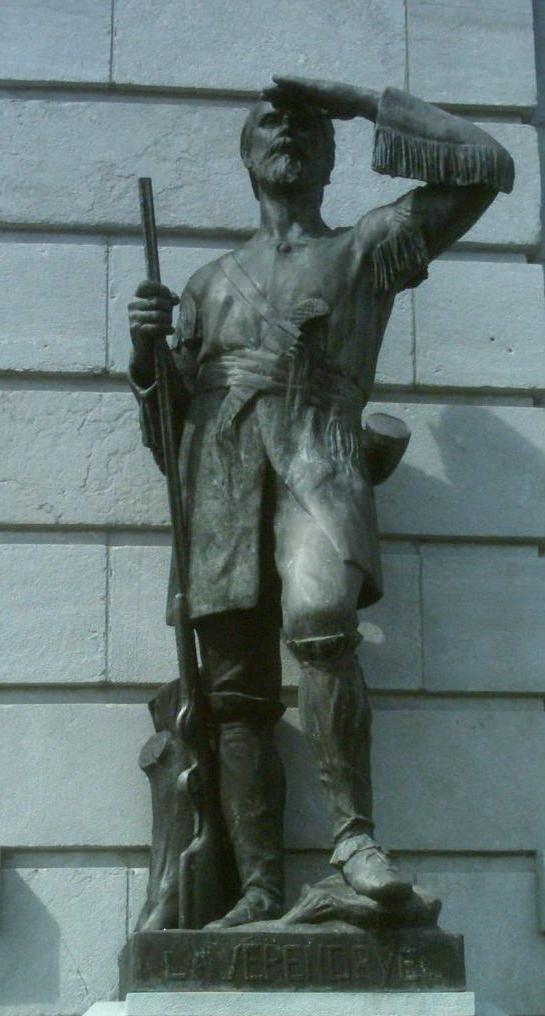
Pierre Gaultier de Varennes, sieur de La Vérendrye als Skulptur vor dem Parlament in Québec.

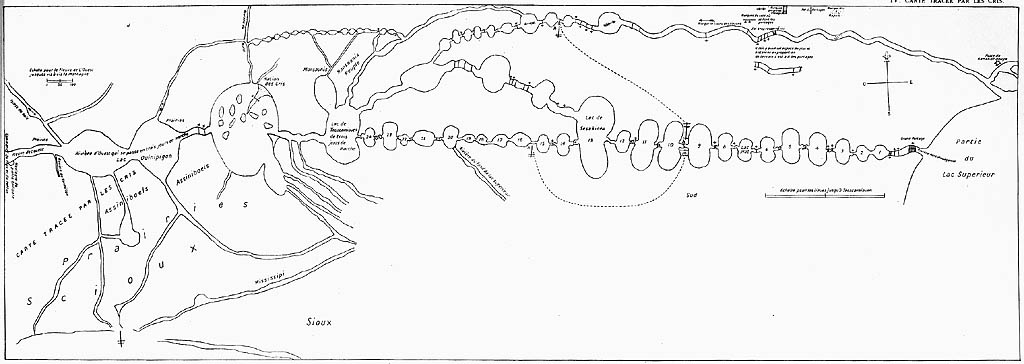
Eine Karte, welche der Indianer Auchagah für Pierre Gaultier gemalt hat. Die Karte zeigt Kanurouten westlich des Lake Superior bis zum Winnipegsee.

Pierre Gaultier de Varennes, sieur de La Vérendrye (* 17. November 1685 in Trois-Rivières; † 5. Dezember 1749 in Montréal) war ein franko-kanadischer Offizier, Pelzhändler und Entdecker.
In den 1730er Jahren bereisten er und seine vier Söhne das Gebiet westlich des Lake Superior, zunächst im amtlichen Auftrag des Gouverneur Général, um für die Kolonialmacht den Weg zur Prairie und weiter zum Mississippi River, also nach Süden, oder den nach Westen zum Pazifik zu finden. Er war der erste Europäer, der North Dakota und den oberen Missouri River erreichte. Basierend auf seinen Entdeckungstouren überquerten in den 1740er Jahren zwei seiner Söhne, darunter Louis-Joseph Gaultier de La Vérendrye, die Prärie bis nach Wyoming und wurden die ersten Europäer, von denen bekannt geworden ist, dass sie die Rocky Mountains sahen.
Er gehörte im Januar 1920, zusammen mit Archibald Lampman, zu den ersten zwei Personen, die als „Persons of National Historic Significance“ ausgezeichnet wurden.